# Design flip

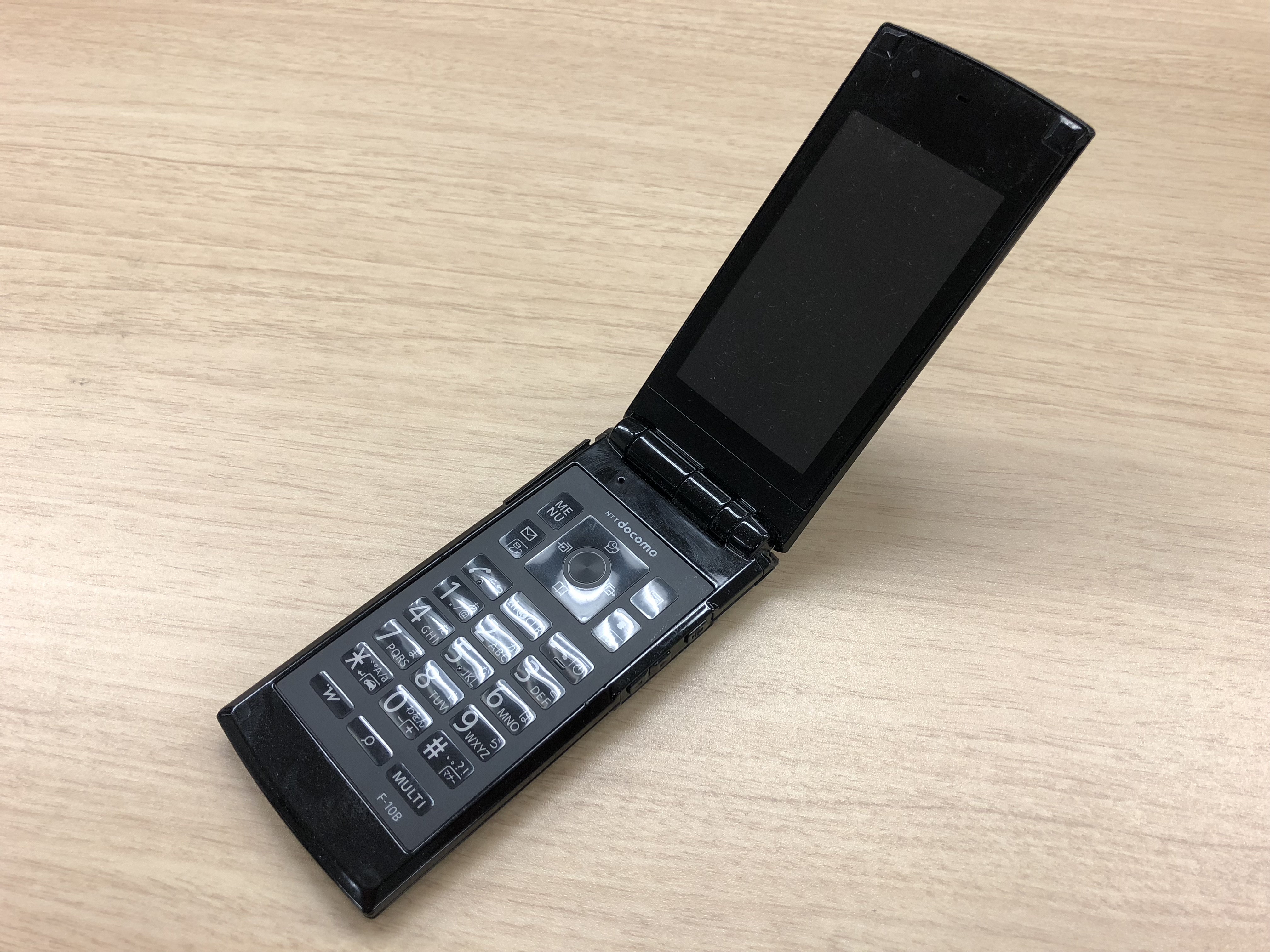
Telefone celular com formato flip.

O Design flip é um formato de design para aparelhos eletrônicos portáteis que se baseia em duas ou mais seções que são divididas por meio de uma dobradiça.
Quando o aparelho está aberto, já está pronto para ser usado. Os componentes da interface são mantidos dentro da tampa, que oferece mais área de superfície do que quando o dispositivo está fechado. Os componentes da interface, como as teclas e a tela, são protegidos quando a tampa é fechada. Enquanto está fechado, o dispositivo se torna mais curto ou mais estreito, facilitando o transporte. Uma desvantagem do design flip é a própria dobradiça, que é propensa ao desgaste.

## Etimologia

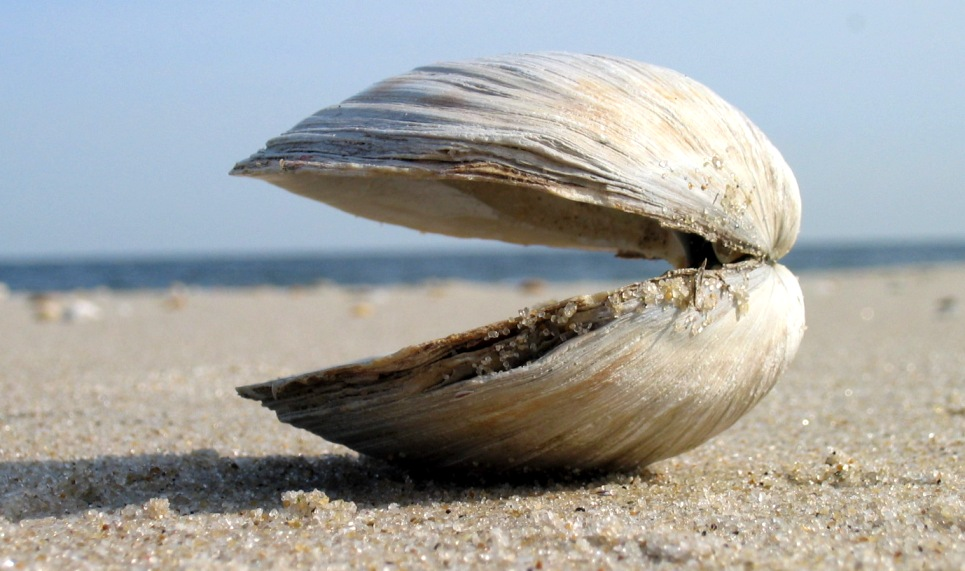
Concha.

Este formato costuma ser mais associado ao mercado de smartphones, já que a Motorola costumava ter uma marca registrada no termo "flip phone", ou "celular de flip".

## História

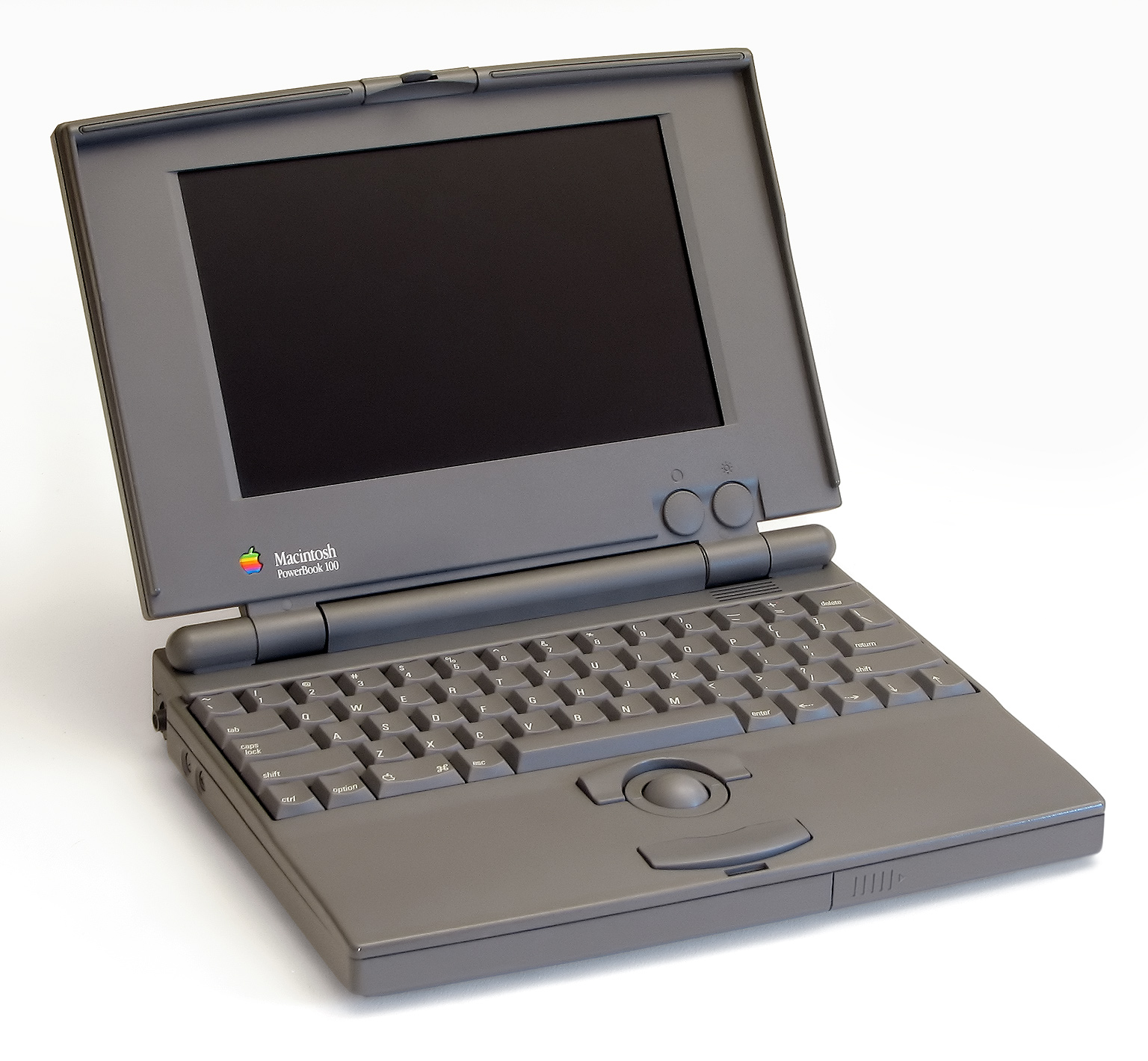
Apple PowerBook 100 de 1991.

O flip foi usado pela primeira vez pela fabricante de laptops GRiD (que detinha as patentes sobre a ideia na época) para o seu modelo Compass, em 1982. Em 1983, o laptop Ampere WS-1 já usava esse design.
O primeiro modelo da Motorola a ter esse formato foi o MicroTAC, criado em 1989, embora a General Telephone & Electronics detivesse a patente da década de 1970 para seu Flip-Phone (um dos primeiros celulares pequenos), até 1993.
O design já foi copiado por praticamente todas as fabricantes de smartphones, tendo sido mais populares durante a década de 2000.
A Motorola é mais conhecida por seus modelos da linha RAZR V3.
O design também já foi usado na série Nokia Communicator, com o primeiro modelo sendo lançado em 1996. No entanto, os primeiros modelos eram muito caros e a Nokia não adotou o formato até 2004.
Os flips já foram o formato mais popular para celulares em todo o mundo. No entanto, perderam terreno para os smartphones. No final de 2014, celebridades como Rihanna, Kate Beckinsalee e Anna Wintour, voltaram a usar modelos flip e a popularidade retornou em pequena escala. As razões para seu retorno incluíam sua natureza simples, por serem leves e por sua capacidade de caber em bolsos devido ao seu tamanho menor e preferência de botões.
Uma referência a um aparelho destes foi feita no capítulo 3 de "Armageddon 2419 AD", um romance de ficção científica de Philip Francis Nowlan, que apareceu pela primeira vez na edição de agosto de 1928 da revista Amazing Stories. O dispositivo é descrito na seguinte passagem citada: "Alan pegou um pacote compacto de cerca de 15 centímetros quadrados de um coldre preso a seu cinto e o entregou a Wilma. Até onde pude ver, não tinha um receptor especial para o ouvido. Wilma meramente jogou uma tampa para trás, como se estivesse abrindo um livro, e começou a falar. A voz que voltava da máquina era tão audível quanto a dela."

## Outros usos

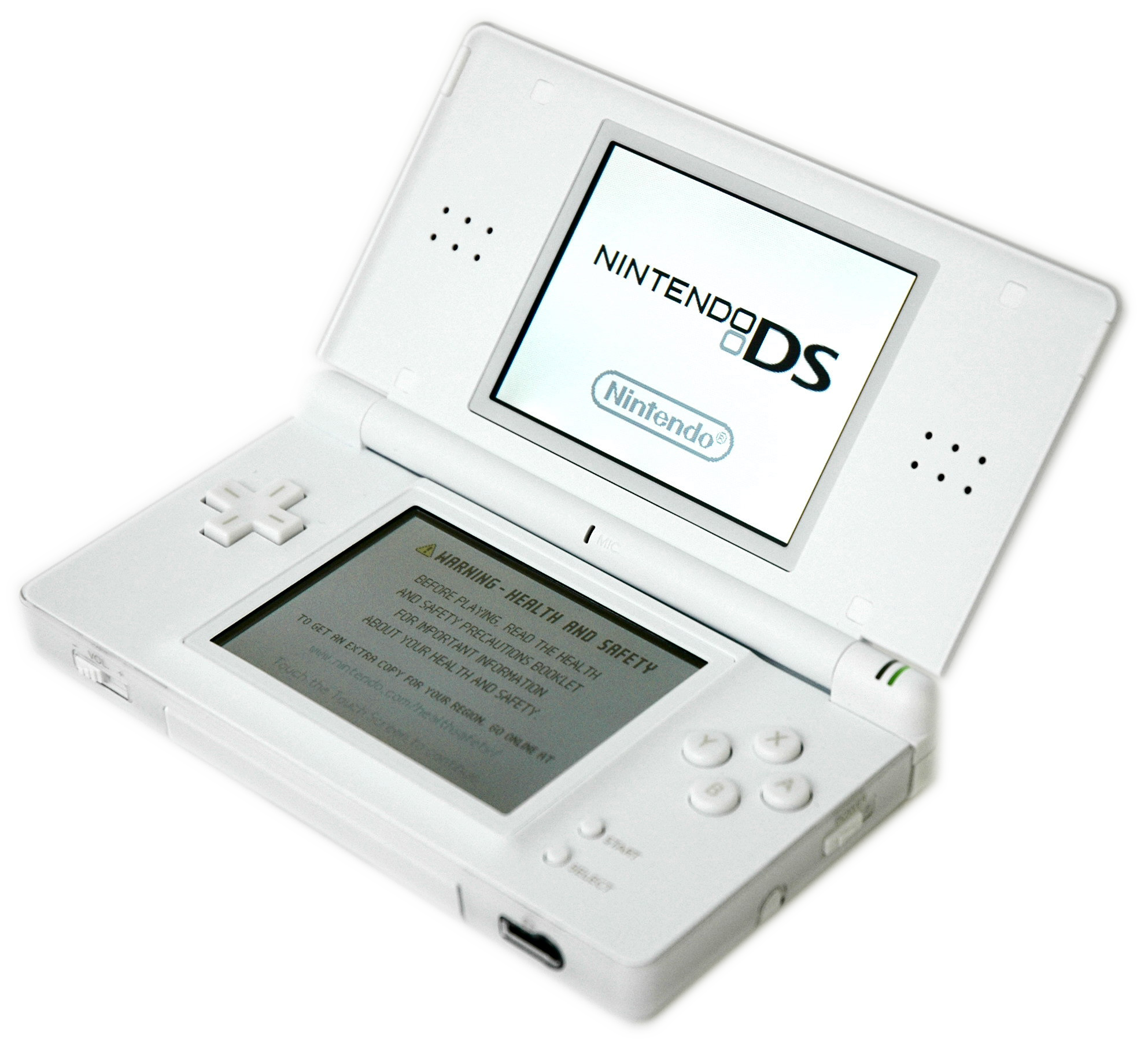
Nintendo DS Lite.

Os dispositivos que utilizam o formato flip incluem portáteis como laptops e subportáteis, como o Game Boy Advance SP, o Nintendo DS e o Nintendo 3DS, embora estes sejam menos frequentemente descritos como flips em comparação aos celulares. Outros objetos, como relógios de bolso, sanduicheiras e fichários utilizam há muito tempo um design flip.
Smartphones como o Galaxy Fold e RAZR V4, ao contrário de outros aparelhos, não necessitam de uma dobradiça, pois possuem a capacidade de dobrar a tela.